# Секс-кинотеатр

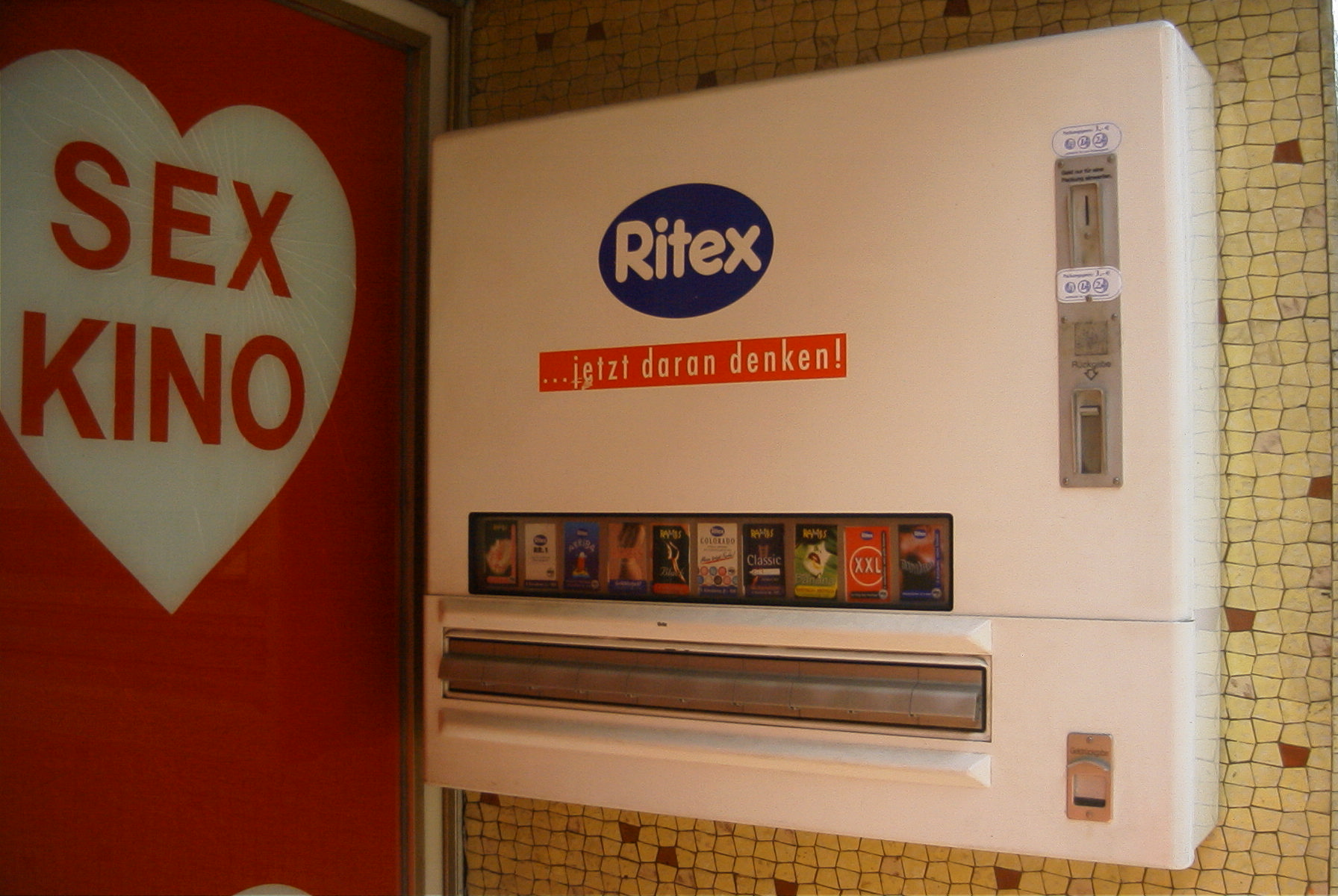
Кондомат перед входом в секс-кинотеатр в Дуйсбурге

Секс-кинотеатр (также порно-кинотеатр) — кинотеатр, показывающий преимущественно фильмы эротического и порнографического содержания. С появлением в 1980-х годах видеотек и в 1990-х годах DVD и порнографических сайтов секс-кинотеатры утратили своё первоначальное значение и сегодня используются в основном для круизинга (поиска сексуальных партнёров). Некоторые секс-кинотеатры снабжены персональными кабинками, в которых можно уединяться для просмотра фильма, занимаясь при этом мастурбацией или сексом с партнёром, иногда и с использованием отверстий в стенках кабинки.